# カオスエンジェルズ
『カオスエンジェルズ』（Chaos Angels）とは、1988年にアスキーから発売された成人向けコンピュータRPGである。PC-8800シリーズ向けに発売された後、MSX2とPC-9800シリーズに移植されている。また、アスキーとしては最後のアダルトゲームでもある。
なお、2005年4月28日に発売されたMSXマガジン永久保存版3にも収録されている。
基本的には『ウィザードリィ』などに代表される3DダンジョンRPGである。ただし、このゲームの最大の特徴としてはモンスターが全てアニメ絵で描かれた少女であることが挙げられる。
また、こうしたモンスターの少女を倒し、体力が残っている場合に少女を襲う事が可能となる。当時の作品ゆえ、それほどH度が高いというわけではないがある程度のアダルト性があったといえる。ならびに、一部のモンスターには特殊能力があり、襲うことでその特殊能力を身につけることが可能となっている。

## あらすじ
主人公は、月が真上にあるときに姿を現し、最上階に行けば全ての願いが叶うと言い伝えられている「ウロボロスの塔」を求め、長旅の末北の砂漠へとたどり着く。砂漠をさまよううちに砂嵐に巻き込まれるも、ある時月明かりに身を照らされる。気づけば砂嵐は止み、伝説の塔が姿を現していた。彼は最上階をめざし単身塔に入っていった。
その中で、主人公は塔の設計者である「北の国」の王子ゼスの日記を拾い、生まれながらにして優秀な魔法使いである13歳のゼス少年が、この魔法を疎み、また若さを保つことが重要だという考えから、塔を設計し、父親にねだってこの塔を作らせたことが判明する。また、塔の中で使ったはずのアイテムが満月や新月を境に復活するといった不思議な現象の正体が、この塔にかけられた満月と新月（太陽、月、地球が一直線になるとき）に時を半月だけ戻す魔法によるものだと知る。
加えて、約200年前にこの塔に侵入した賢者ハーンという人物が塔のあちこちに残した落書きには、王子ゼスと彼につき従う32人の侍女たちは永遠にその年齢を保って暮らすことができるはずであったが、輪廻の魔法は完全なものではなく、時が巡るたびに精神は変容していきモンスター化したことが記されていた。
モンスター・スフィンクスと化した賢者ハーンと出会った後、主人公はゼス王子の父・カウス13世の亡霊から塔の破壊を依頼される。そして、主人公は塔の頂上で魔物と化した王子を倒し、輪廻の魔法の源を破壊する。これに伴い、この塔自体も崩壊し、モンスター化した王子や侍女達は元に戻る。その後、主人公は彼らのオアシスでの新生活に力を貸すが、作物が実り始める頃にオアシスを去る。

## 操作方法
塔の外にはテントがあり、休息とセーブやロードを行なうことができる。これらはテント内でのみ使用可能である。
塔の中では、3Dダンジョン探索型の操作となる。3Dダンジョン探索型には壁が薄いタイプ（ウィザードリィ等）もあるが、本作は壁や扉が（移動単位をブロックと呼んだ場合）1ブロック分存在する壁が厚いタイプである。
塔の中での移動は、テンキー（2468キーが下左右上を示す）にて行なう。上は前進、左右はその場で向きを変える、下は後退（反転するわけではないことに注意）となる。壁や台座に向かって前進すると、蹴り飛ばす扱い（台座はそれほど高くないように見えるが、よじ登ることはできない）となる。壁や台座を背に後退することはできないが、扉を背に後退した場合は移動可能である。
また、持ち物確認や魔法の使用等、特別な行動を行なう場合はこれらのメニューがファンクションキーメニューとして画面下部に表示されている。例えば魔法を使うのであれば魔法と書かれたファンクションキーを押すことでどの魔法を使用するかを示すファンクションキーメニューが表示され、そこで使用したい魔法に対応するファンクションキーを押すといった操作性となっている。移動中や戦闘中など、状況に応じて使用可能な選択肢だけが表示されるようになっている。
モンスター（以下、敵）との接触（以下、接敵）には2種類のパターンがある。1ブロック先に敵が現れる場合と、同一ブロックに突然敵が現れる場合である。1ブロック先に敵がいる場合、前進すれば接敵（接敵時は、通常、主人公の先制攻撃）、後退すれば接敵を回避、左右に向きを変えれば接敵は相手に任せる（接敵時は、敵の先制攻撃）となる。同一ブロックに突然敵が現れた場合、不意打ち扱いとなり敵の先制攻撃となる。
戦闘中の基本操作は上で攻撃、左右はその場で向きを変える、下は後退となる。攻撃時は主人公の先制攻撃となる。後退時は敵からの撤退を意味するが、必ずしも成功するわけではない。壁を背に後退した場合は、撤退は必ず失敗となる。また扉を背に後退した場合は、撤退は必ず成功する。撤退に失敗した場合、敵の攻撃を一方的に受けることになる。左右への向きの変更も敵の攻撃を一方的に受けることになるが、扉を利用した撤退などのために向きを変える目的で使用することも。
一部の敵については戦闘後に敵を襲うことで、その敵の持っている特殊能力を身につけることが可能となる。敵を倒した状態で主人公の体力が残っていれば、上キー操作で襲うことができる。既に特殊能力を持っている時に敵を襲うと入れ替わるか失われてしまうため、現在身につけている特殊能力を継続使用したいのであれば倒した敵を襲わずやり過ごす必要がある。その場合は、左右に方向を変えるか後退する必要がある。なお特殊能力は一定回数の使用でも消滅する。
上述のように、同一フロア内での移動および戦闘中は特殊行動を取らない限り、テンキーのみでプレイすることができ、操作が簡素化されている。

### 主人公のパラメータ
HIT POINT
一般的なRPG同様、ダメージ耐性を示す値である。これが0以下となると倒された扱いとなる。倒されると、何故か塔の外で目覚めるが、EXPERIENCEおよびLevelが減らされていることが多い。
EXPERIENCE
現在の経験値を示す。1000溜まるとレベルアップして0になる。同じモンスター相手でもLevelが上がると獲得経験値が減る。
VITALITY
体力である。通常は最大30であり非戦闘状態での移動によって10ずつ回復、魔法の使用や戦闘時の攻撃によって10ずつ減少する。0になっても戦闘に一切影響は無いが、「このゲージの残量=戦闘後に敵を襲うことができる回数」であるため、2ラウンド以内に敵を倒さないと体力不足で敵に逃げられてしまい敵を襲うことはできなくなってしまう。逆に1ラウンド（体力を20残した状態）で敵を倒すと、敵を2回襲うことができる（ゲーム進行上の違いはないが1回目と2回目では襲った結果のグラフィックは異なるので、2回襲うことには成人向けゲームとしての意味はある）。
モンスターから奪った特殊能力の使用では減らないため、戦闘終了時に30残すことも可能だが、2回襲った後は主人公が余計な考えごとをしてしまい、その隙に敵に逃げられてしまうため、3回襲うことはできない。
Level
一般的なRPGのレベルと変わらない。最大20レベルまでだが、20になると大幅に能力が上がる。なおLevel及びAttack（攻撃力）、Deffence（防御力）はステータス画面を開いている間しか表示されない。上記3パラメータもMSX版以外では棒グラフ表示であり、正確な値はステータス画面で無いと判らない。なお、キャンプで続けて数日休むと体が鈍ってしまいLevelが低下してしまう。

## 登場キャラクター
貴方
主人公には名前はついておらず、ゲーム中は一貫してこのように呼ばれる。
酒場の老人
OPにのみ現れる。かつてウロボロスの塔を見つけるも中に入れず、どんな扉も開けずに通れるという魔法の鍵を入手した時には既に老いてしまった彼には色にも欲にも興味はなく、彼の若い頃に似た（スケベな）目をした主人公に鍵を託す。
賢者ハーン
ウロボロスの塔に先に入った賢者。約200年前の時代の人物。そこら中にある壁の落書きは、彼によるものである。落書きの中にはゲームの進行に関わるものも数多くあるが、それを上回るほどにゲームの進行とまったく関係がないものも含まれる。なおゲーム後半、この落書きに使用したペンとモンスターと化した彼に出会うことになる。

### 1Fの登場キャラクター
マミー
ミイラだが干からびているわけではなく、どちらかというと包帯女という感じのモンスター。包帯で攻撃してくる。
大さそり
サソリの尻尾を鞭にして攻撃してくるが、毒は持っていない。甲羅に覆われているため多少は硬い。
大こうもり
素早いため、主人公が熟練した状態であっても攻撃が命中しないこともあり、序盤では強敵となる。
魔法使い
壁際に追い詰めてからでないと、攻撃することができない。1ブロック離れた状態で出現した場合、接敵を狙って近づくと一歩退かれてしまい魔法攻撃を受けてしまう。襲うことにより、攻撃魔法の特殊能力を身につけることができる。
百目
PC98版で追加されたキャラクター。必ず先制攻撃を受ける。
ファイター
2Fへの階段の前にいる中ボス。硬い鎧に覆われている。ゲーム序盤は、普通の攻撃では歯が立たない。

### 2Fの登場キャラクター
小さな女の子
幼女の姿をしたモンスターで、「がぉ」と叫びながら、ぱこぱこ攻撃を仕掛けてくる。一定以上ダメージを与えると体力回復ののち、ワーベアに変身する。熊に相応しく攻撃力も高いため、変身後はかなり強いが、初期HPが低いため主人公が強くなると変身前に倒せてしまう。襲うことにより、体力回復の特殊能力を身につけることができる。3階でも登場する。
女の子
やや素早い女の子で、蹴りを入れてくる。一定以上ダメージを与えると体力回復ののち、ワーウルフに変身する。が、初期HPが低いため主人公が強くなると変身前に倒せてしまう。襲うことにより、体力回復の特殊能力を身につけることができる。3階でも登場する。
中国風の女の子
三節棍で攻撃してくる。一定以上ダメージを与えると体力回復ののち、ワータイガーに変身する。が、初期HPが低いため主人公が強くなると変身前に倒せてしまう。襲うことにより、体力回復の特殊能力を身につけることができる。中華頭（シニヨン）のままで襲うことができない。3階でも登場する。
ハーピー
鳥のモンスター。ときどき歌を歌ってくる。美しい歌声に主人公が聞き入ってしまい、次のラウンドに敵の一方的な連続攻撃が成立してしまう。耳栓を付けることで、歌声攻撃を回避することができる。また、襲うことにより歌声攻撃を身につけることができる。
スタージ
飛蚊の様な昆虫型モンスター。個性的な2Fのモンスターの中ではとりたてて特徴が無い。
人魚
2Fの水中部分（一度3Fに登ったあと、別ルートで2Fに降りた場所）で見つけることができる。槍で攻撃してくる。襲うことで、水中呼吸の特殊能力を身につけることができる。

### 3Fの登場キャラクター
ドリアード
樹のモンスター。本体の少女は樹の上に座っているのみで、まわりの葉っぱが攻撃してくる。
リザードマン
ファンタジー世界で一般的な設定に合わせ、左利きとなっている。4階にも登場するが、PC88版のみ3階にも登場する。PC98版とMSX2版では4階で登場する。
透明人間
攻撃されればダメージを受けるし、倒せるし襲うこともできる。が、当然ながらグラフィックはない。透明なため必ず不意打ちを受ける。PC98版とMSX2版では5階に登場する。
クラーケン
2Fの水中でも見かける。水中時よりはかなり弱体化している。なお、眼鏡っ子である。
金星ガメ
MSX2版から追加されたキャラクター。すぐに甲羅に隠れ、その時の防御力はファイターをも上回るが、ある方法で一撃で気絶する。
シュリーカー
MSX2版から追加されたキャラクター。現れた途端に大声で泣き出し、他のモンスターを呼び寄せて自身はすぐに逃げてしまうため、先制の一撃しか攻撃チャンスは無い。

### 4Fの登場キャラクター
クラブジャイアント
2Fの水中でも見かける。水中時よりは若干弱体化している。巨大なハサミ（絵的にはカニのハサミのようなハサミではなく、どちらかというと工作用のハサミのようなハサミ）で攻撃してくる。甲羅に覆われているため、硬い。
バブリースライム
最初は1体だが、2体、さらに5体へと分身する。分身すると、1ラウンドあたりの攻撃回数が分身した人数分（つまり最大5回攻撃）となる強敵である。襲うことで、分身（主人公は2分身までしかできない）の特殊能力を身につけることができる。
バシリスクとコカトリス
2体でセットである。襲っても、特殊能力を身につけることはないようである。
ケルベロス
地獄の番犬に相応しく3つの犬の首をまわりにまとっているが、やはり実態は少女である。PC88版とMSX2版では5階にも登場する。
ニンジャ
5Fへの階段の前にいる中ボス。畳返しの術を仕掛けてきて、驚いた主人公の首を一撃で刎ねる。
スフィンクス
賢者ハーンがモンスター化したもので、4Fのうち5Fに入った後で到達できる場所にいる。酒浸りになり、千万の知識も酒にはかなわないというほどの変わりぶり。すぐに主人公は扉から強制撤退するため、戦闘にはならない。扉の入り口には、ここまでの道で落書きを書くときに使っていた魔法のペンが落ちているが、主人公が呪いを恐れて拾うことは出来ない。

### 5Fの登場キャラクター
ドッペルゲンガー
主人公に化けてくる。主人公の能力をコピーしてくるため、主人公が最高レベルに達している場合はとくに強敵（体力満タン状態であっても、敵の先制攻撃+こちらの攻撃ミスによる2回の攻撃で死亡する）となる。但し「細身の剣」の2回攻撃の力や特殊能力はコピーしてこないうえ、戦闘中に装備を換えても遭遇時の強さのままである。なお主人公の強さに合わせて強くなるためか、このモンスターのみレベルに係わらず習得経験値は一定。
ミノタウロス
大きな斧で攻撃してくる。PC98版では4階に登場する。
リッチ
魔法使いの様に、遠い場合は逃げながら魔法で攻撃してくるが、追い詰めると大きな鎌で攻撃してくる。骨だけの姿をしているが襲うことが出来る上、特殊能力も手に入る。とある場所には女の子の姿をした骨化していないリッチがいるらしい。
ミミック
宝箱の中に潜み、近づくと中から女の子が飛び出してきて宝箱は鎧に変形する。この塔には宝箱は存在しない（宝は台座に置かれている）ため偽物だとわかるが、女の子が飛び出してくるまで攻撃はできない。
三目
PC98版で追加されたキャラクター。東洋の僧侶のような格好をしており、DEATHの魔法を使う。
バンパイア
6階への階段の前にいる中ボス。特定の方法で倒さないと、復活してしまう。特定の方法以外で倒した場合の演出も見ものである。

### 6Fの登場キャラクター
カウス13世の亡霊
（塔作成時の）この地方「北の国」の王。塔の作成を指示した者であり、階段脇の石像に宿っている。敵意はないため戦闘にはならず、塔の破壊を主人公に依頼してくる。また、このフロアの敵にダメージを与えるための方法（ドラゴン族を倒す方法）についての助言をしてくれる。センスオブデスを装備した状態で彼に会うと即座にゲームオーバーとなる。
ドラゴンヌ
全身が金色に覆われた、ゴールドドラゴンのような姿のドラゴン。
キメラ
頭は一つだが、阿修羅の様に三つの顔を持つことが確認できる。その内の一つは炎を吐いてくる。
サラマンダー
全身を炎で包み、槍で攻撃してくる。
ワイバーン
このフロアの中では弱い部類。
青龍
MSX版から追加されたキャラクター。水で出来た龍で攻撃してくる和風キャラ。
キリン
PC98版で追加されたキャラクター。このフロアでは唯一ドラゴン族に属していないモンスターである。
美しい少女→ゴールドドラゴン
屋上への階段の前に立ちふさがる中ボス。モンスター化した少女の中で、唯一喋ることができる。説得しにきた主人公を「例え王子が間違っているとしても最後まで彼を守る！」と問答無用で一蹴し、ゴールドドラゴンに変身して立ちふさがる。

### 屋上の登場キャラクター
モンスター
塔の設計者である「北の国」の王子ゼスがモンスター化したもの。相応のレベルがないとEXHEALを連続で唱えられて倒すことが出来ず、またセンスオブデスを使っても倒せないが、実は、主人公が最大レベルに達したときのドッペルゲンガーよりはるかに弱い。

### 特殊なモンスター
サンドワーム
テントと塔の間の砂漠に出没する、ゲーム中で数少ない少女ではないモンスター。塔に辿り着くまでに散々倒しているため最初の状態でも一撃で倒せる。当然、経験値は0。
もったいないオバケ
PC-98版から追加され、主人公が持ち物を投棄すると現れるモンスター。塔の屋上以外ならほぼどこにでも現れる。そしてとにかく弱い。

## 武器
ダガー（WC6）
初期装備。
ショートソード（WC9）
安物の剣。1Fの台座の上に置いてある。
青龍刀（WC18）
異国の剣。2Fの台座の上に置いてある。
細身の剣（WC18）
魔法の剣。2回攻撃を行なうことができる。主人公の攻撃力が上がるとツーハンデッド以上の威力となる。4Fの台座に置いてあるが、3Fから4Fに進む道は複数あり、これが置いてあるのは脇道ルートとなる。
なお、PC-9801版やMSX2版では「2枚刃の剣」となっており、その形状は一つの柄に二本の刃が並んで付けられた日本刀である。
ロングソード（WC48）
2F水中の台座の上に置いてある。
ドラゴンソード（WC52）
6Fのフロアの敵（ドラゴン族）を倒すために必要な武器。カウス13世の亡霊によると、この地上には存在しないらしい。
ツーハンデッド（WC96）
本作に登場する最も攻撃力の高い武器。しかし、この武器ですら6Fのドラゴン族に傷をつける事はできない。普通にフロアを上り下りしているだけではたどり着けない場所にある。なお名前の意味は両手剣(Two Handed sword)である。

## 防具
レザーアーマー（AC6）
初期装備。
ヘビーアーマー（AC96）
1Fのファイターが着ていた者。ゲーム序盤ではあまりに重いため着こなすことができない（手に入れることが出来ない）が、ゲーム終盤になると着用可能となる。
チェインメール（AC12）
2Fの台座の上に置いてある。
鉄の胸当て（AC24）
3Fの台座の上に置いてある。
ハードプレート（AC48）
4Fの台座の上に置いてある。
プレートメール（AC2〜32）
5Fの台座の上に置いてある。同じ部屋に並んで置いてあり、そのうち一つは体力回復の魔法がかかっているものがある。
ブリガンティ（AC64）
5Fの台座の上においてある。

## 魔法
ファンタジーの世界に相応しく、魔法が用意されている。他の落書き同様、壁に魔法の唱え方を賢者ハーンが記しており、それを読むことで魔法を覚えることができる。また魔法を唱えるには魔力を使う必要があるが、主人公は戦士であるため魔力を持ち合わせていない。そのため、塔にちりばめられた魔力が込められた「マナの宝石」を使う必要がある。魔法を唱えるために必要な宝石の数は、魔法によって異なる。
SONIC
音波で相手にダメージを与える。
EXIT
塔から脱出する。なお地上1階にいる場合は普通に脱出可能だが、2階以上にいる場合は脱出後、落下ダメージ（2階で50ポイント、1階上がるごとに+20ポイント）を受けることになる。
HEAL
体力を回復させる。
EXHEAL
体力を沢山回復させる。
SWIM
水中での呼吸を可能にする。水中で呼吸できない状況下では行動するたびに5ポイント、10ポイント、20ポイント、以降25ポイントのダメージを受ける。一定時間（行動回数）で魔法の効果は切れるので注意。
UNDEAD
決して死ななくなる魔法らしい。唱えるとその場でゲームオーバーとなってしまう。
DOWN
1つ下の階に瞬間移動する。移動先が壁の場合は移動に失敗し、体力が半減したうえで元の位置に戻される。なんでも、重力に逆らって移動するのは大変だが、重力の助けを借りて移動できるDOWNだけが用意されているとのこと。ドラゴンソードやツーハンデッドのある場所に行くには、この魔法を唱える必要がある。
DEATH
5Fで現れるモンスターの三目のみが使える魔法で主人公は使えない。主人公の体力を激減させる代わりに、魔法を唱えた三目の体力も激減する。
防犯の魔法
テントの入口で時々発動する。解除できないとテントに入れないためセーブが出来ない。実質的には違法コピー防止のためのコピープロテクトであり、解除の暗号はパッケージに同封されている。

## 特殊能力
前述の通り、モンスターを襲うことで特殊能力を身につけることができる。どのモンスターを襲うとどのような特殊能力が得られるかは、事前に決まっている。身につけた特殊能力は、しばらく使用すると失われてしまう。また別種のモンスターを襲うと、それまで身につけていた特殊能力は失われる。
魔法攻撃
ダメージを与える魔法を放つことができる。1ブロック離れた状態の敵を対象として攻撃（遠距離攻撃）することも可能である。「魔法使い」「リッチ」を襲うことで身につけることができる。「リッチ」を襲うことで身につけた魔法攻撃は、「魔法使い」のものより強力なものとなっている。
体力回復
体力が全快する。「小さな女の子」「女の子」「中国風の女の子」を襲うことで身につけることができる。
歌声攻撃
「ハーピー」を襲うことで身につけることができる。歌うと次のラウンドに主人公の一方的な連続攻撃が成立する。なおハーピーの歌声攻撃は、それを聞いた主人公が歌声に聞き入ってしまうことでハーピーの一方的な連続攻撃が成立する設定となっているが主人公の歌声攻撃は、あまりのひどさにモンスターが悶絶することで主人公の一方的な連続攻撃が成立するという設定である。
水中呼吸
2階の水中エリアに登場する「人魚」「クラーケン」「クラブジャイアント」を襲うことで身につけることができる。水中ダメージはかなり大きいため、水中ではこの特殊能力か魔法の「SWIM」のいずれかの使用が推奨される。なお、「クラーケン」「クラブジャイアント」は他のエリアにも登場するが、水中エリア以外で襲っても能力を手に入れることは出来ない。
分身
「バブリースライム」を襲うことで身につけることができる。分身している間は攻撃回数が2倍になる。ゲーム中、この特殊能力が必須となる場所もある。

## その他のアイテム
宝石の付いたアイテム
「マナの宝石」が多数付いており、10種類以上存在する。これらのアイテムは反発し合うため、同時に2つ以上持つことができない。
イモリの黒焼き
体力が一時的に70になる。通常であれば2戦闘ラウンド中に倒さないとモンスターを襲うことはできないが、イモリの黒焼きを食べていれば数戦闘ラウンドかかってもモンスターを襲うことが可能となる。但しこの方法ではイモリの副作用で主人公が目を回してしまうため、2度続けて襲うことはできない。
耳栓
主人公が最初から所持しているアイテム。装着することにより一切の音を遮断し、とあるモンスターの攻撃はおろかゲーム中のBGMすら途絶える。なおMSX2版では片方だけ装着するという選択肢があり、FM音源を搭載したMSXではBGMがPSG仕様となる。
伝説の宝剣エクスカリバー…　のイミテーション
1Fの台座の上に置いてある。鍛冶屋カジナートによる作品。メイ王の時代の人物。台座から抜けないので、武器として使うことはできない。
梯子
4Fにある縄梯子。ゲーム初期には梯子はないが、塔内部4Fから梯子をぶら下げることで塔の外に出られるようになる。持ち歩くことは出来ない。
雄蛙の像
5Fに落ちている。「愛する妻をヒキガエルに変えられ、妻を戻す方法がないことを知った魔法使いが、別の魔法使いに自身をヒキガエルに変えてもらう」という伝説にちなんで作られたとされている。「雌蛙の像」と引き合う性質を持っている。「雌蛙の像」を塔に置いておけば、この像を使うことで「雌蛙の像」の位置へ瞬間移動できる。なお、塔の中から外への瞬間移動や塔の外から中への瞬間移動も可能である。また、後述の雌蛙の像と合わせて、あるアイテムを入手するために必要となる。
雌蛙の像
2Fの水中に落ちている。詳細は「雄蛙の像」の項を参照。「雄蛙の像」と引き合う性質を持っている。「雄蛙の像」を塔に置いておけば、この像を使うことで「雄蛙の像」の位置へ瞬間移動できる。
センスオブデス
死の扇子。相手を一瞬で破壊できる（粉々に破壊するため襲うことは出来ないが、その後も何事も無かった様に同じモンスターが現れる）が、体力が半減してしまう。呪われており、装備したら通常の方法では外すことはできない。この装備でラスボスを倒すことはできないため、外す方法を見つけない限りはゲームクリアが不可能になる。
グラフィックを担当した上野健司（現・Y人）も後年に出した設定資料集の中で「ハメアイテム。拾うな」とコメントしている。
魔法のペン
何にでも書けるし消えないが呪われているので無性に何かを書きたくなってしまう呪われたペン。この塔内での落書きは賢者ハーンの落書き好きによるものだけでなく、この呪われたペンの効果でもある。
王子の日記
この塔の設計者にして、この地方「北の国」の王子ゼスの日記。王子の考えや塔の作成の成り立ちについて記載されている。

## スタッフ
- シナリオ・プログラム：小松浩章
  - 様々なゲームを手がけるも、2003年に故郷松本市で若くして逝去していたことが2005年にMSX2版が再録された「MSXマガジン永久保存版3」（アスキー）誌上で明らかになった。
- グラフィック：上野健司
  - 現在はY人のペンネームでゲームの原画や各種イラストレーションを手がける。また自身のホームページにおいて、カオスエンジェルズのキャラクターを現在の絵柄に変更して描いた企画ページを開設している。2011年3月には同人ソフトとして原画集のダウンロード販売を行っている
  - 2009年12月発売のPSPソフト「クイーンズブレイド スパイラルカオス」にて、数体の美少女型モンスターキャラクターデザインを手がけた。
- 音楽：原田雅司
- パッケージイラスト：明貴美加

## その他、エピソードなど
- ゴールドドラゴンを2度襲うには、最大レベルに達する必要がある。逆に、ラスボスを倒すには最大レベルになる必要はない。このことから、ゴールドドラゴンを真のラスボスと呼ぶ場合がある。
- ゴールドドラゴンはY人によると当初はバハムートとして設定されていたという。しかし当時は今ほどバハムートの存在が知られていなかったため、ゴールドドラゴンという名称になった。
- ラフの段階で没となったが、ゴールドドラゴンにはティアマト（神話のではなく、ダンジョンズ&ドラゴンズに登場する多頭のドラゴン）となった妹がおり、皇子に恋していたが、彼が姉と相思相愛になったために嫉妬心の塊となった、という自己設定があった。ティアマトについては2011年3月に同人ソフトとして出された『カオスな原画たち-カオス・エンジェルズ原画集』にそのラフ画が収められている。
- ポプコムのインタビューによると『2』の企画も存在したらしいが、アスキーが（ファンが内容も高く評価しているのとは違い）単純にアダルトゲームとしか評価しなかったため小松が怒って企画が頓挫したとある。事実『アソコンすうぱぁすぺしゃる●8　パソコンゲーム80年代記』での当作品への推薦文に元月刊アスキー編集長が「Hソフトを推薦し忘れたから」と、とても推薦文とは言えない文章を書いている。また当作品がアスキー最後のアダルトゲームであり当時のアスキーはアダルトゲームを作っていたことを無かったことにしたかったのか、アスキーの雑誌では『ドラゴンナイトII』に出てくる「美少女モンスター」を（当作品を無視して）画期的と評価している。